# 下庫爾姆

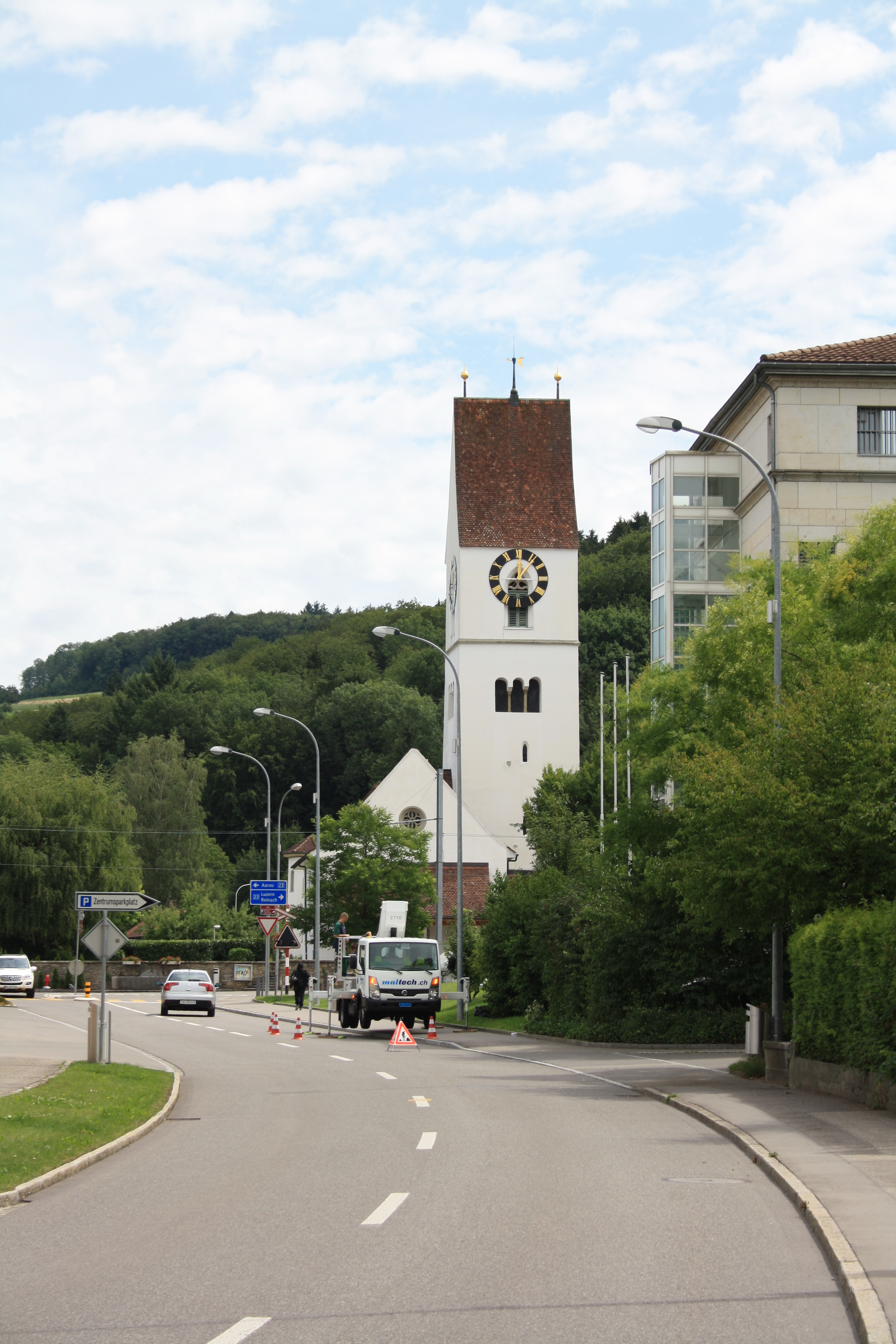

下庫爾姆是瑞士的城鎮，位於該國北部，由阿爾高州負責管轄，面積8.89平方公里，海拔高度466米，2012年人口2,822，五成半人口信奉基督教，人口密度每平方公里317人。